# Δ-壬内酯
δ-壬内酯（英語：δ-Nonalactone）是一种有机化合物，化学式C9H16O2，可看做5-羟基壬酸（δ-羟基壬酸）形成的内酯，发现于波本威士忌中。